# الساحة (المدينة المنورة)
الساحة أو شارع الساحة منطقة قديمة كانت تقع غرب المسجد النبوي في المدينة المنورة، تبدأ من ميدان باب الرحمة وتنتهي إلى السور الأول وهي من أكبر الشوارع والحارات المتميزة بالعمارات الحجرية المنحوتة الضخمة وتحوي العديد من الأزقة والأحوشة.
منها: شارع سقيفة شيخي، ومبنى المحكمة الشرعية الكبرى في العهد العثماني ثم الهاشمي ثم السعودي، ومنها زقاق الشجرية، وعنبر آغا، والحبس، وحوش فواز، والتكارنة، وزقاق كومة حشيفة، وحوش الجمال، وزقاق الطوال، وزقاق مالك الذي يحوي حوش الشامي، والرماد، والتركي، ودرة، والجفل، والبري.
وتحتوي على العديد من دور الكتّاب والمكتبات :منها كتّاب الشيخة فاطمة هاشم بنت يوسف، ومكتبة المدرسة الحميدية، ومكتبة مدرسة كيلي ناظري، ومكتبة مدرسة الشيخ البساطي، ومكتبة مدرسة الشيخ عبد الباقي، ومكتبة الشيخ السيد الصافي، ومكتبة آل هاشم. كما يوجد فيها العديد من الأربطة منها : رباط القفاص، رباط الحاج عمر. والحدائق مثل : حديقة آل صافي، وحديقة آل هاشم. حي الساحة الآن أزيل بالكامل وذلك ضمن توسعة الملك فهد الأخيرة عام 1407هـ